# Alberto Gallardo
Félix Alberto Gallardo Mendoza (Lima, 1940. november 28. – Lima, 2001. január 19.) válogatott perui labdarúgó, csatár.

## Pályafutása

### Klubcsapatban
1958-ban a Mariscal Sucre, 1959 és 1963 között a Sporting Cristal labdarúgója volt. 1963–64-ben az olasz AC Milan, 1964 és 1966 között a Cagliari, 1966–67-ben a brazil Palmerias csapatában játszott. 1968-ban hazatért és ismét a Sporting Cristal játékosa lett. 1975-ben itt fejezte be az aktív labdarúgást. A Sportinggal négy perui bajnoki címet nyert.

### A válogatottban
Részt vett az 1960-as római olimpián. 1962 és 1970 között 37 alkalommal szerepelt a perui válogatottban és 11 gólt szerzett. Tagja volt az 1970-es mexikói világbajnokságon résztvevő csapatnak.

## Sikerei, díjai
Sporting Cristal
- Perui bajnokság
  - bajnok (4): 1961, 1968, 1970, 1972

 Palmeiras
- Paulista bajnokság
  - bajnok: 1966
- Brazil kupa (Taça Brasil)
  - győztes: 1967